# Isoetes mahadevensis
Isoetes mahadevensis là một loài dương xỉ trong họ Isoetaceae. Loài này được G.K. Srivast., D.D. Pant & P.K. Shukla mô tả khoa học đầu tiên năm 1945.
Danh pháp khoa học của loài này chưa được làm sáng tỏ. 